# Канакин, Валерий Владимирович
Вале́рий Влади́мирович Кана́кин (род. 5 мая 1960) — российский офицер спецназа, начальник Управления «А» Центра специального назначения ФСБ России (2014—2019), генерал-майор. Участник операций по освобождению заложников в Театральном центре на Дубровке и бесланской школе № 1. Герой Российской Федерации (2004).

## Биография
Валерий Канакин родился 5 мая 1960 года в деревне Овчарные Выселки Вадинского района Пензенской области. Детство провёл в Вадинском районе, учился в школе-интернате села Вадинск и в школе села Рахмановка.
В 1975 году семья переехала в Московскую область. В 1977 году Валерий окончил среднюю школу совхоза-комбината «Московский» (впоследствии — средняя школа № 1 г. Московский Ленинского района Московской области, ныне — школа № 2063 г. Москвы).
С 1978 по 1980 годы Канакин проходил службу в Ракетных войсках стратегического назначения. В 1981—1982 годах он учился в Ленинградской высшей школе КГБ СССР имени С. М. Кирова, окончив которую, работал в 7-м Управлении КГБ СССР. Впоследствии Валерий Канакин также окончил Академию ФСБ России и Российскую академию народного хозяйства и государственной службы при Президенте Российской Федерации (РАНХиГС).
В январе 1984 года в 23-летнем возрасте Канакин стал бойцом группы «А» 7-го Управления КГБ СССР. В качестве бойца «Альфы» он исполнял воинский долг во многих «горячих точках» СССР, России и мира. Участник войны в Афганистане, Первой и Второй чеченской войны, а также операций по освобождению заложников во время терактов на Дубровке в Москве (2002) и в г. Беслане Северной Осетии (2004).
В критический момент операции по освобождению заложников, удерживаемых террористами в средней школе № 1 г. Беслана 3 сентября 2004 года, в которой участвовала и группа «Альфа», Валерий Канакин взял на себя командование. При штурме здания школы и освобождении заложников погибли трое коллег В. В. Канакина из Управления «А»: майоры Александр Перов и Вячеслав Маляров, прапорщик Олег Лоськов.
20 сентября 2004 года указом президента Российской Федерации «за мужество и героизм, проявленные при освобождении заложников в школе г. Беслана», В. В. Канакину было присвоено звание Героя Российской Федерации (награда была вручена в Кремле президентом Владимиром Путиным 5 мая 2005 года).
19 марта 2014 года указом Президента России Канакин был назначен начальником Управления «А» Центра специального назначения ФСБ России (до этого он занимал должность заместителя начальника данного управления).
Уволен в июле 2019 года после взятия судом под стражу подозреваемых в разбое сотрудников ФСБ, трое из которых служили в спецподразделении «Альфа». Члены ветеранского сообщества сообщили, что указ об увольнении был подписан ещё в мае и не связан с новостями о задержании сотрудников Управления «А».

## Общественная деятельность
Принимает участие в деятельности ветеранских организаций органов безопасности г. Москвы и Московской области, является членом Вадинского землячества Пензенской области. Участвует в военно-патриотической работе, проводит встречи со школьниками (в том числе в Подмосковье и Пензенской области). С 30 марта 2019 года — президент Международной общественной организации «Международная ассоциация ветеранов подразделения антитеррора „Альфа“».

## Награды и звания
- Герой Российской Федерации (20 сентября 2004) — за мужество и героизм, проявленные при освобождении заложников в школе г. Беслана[4].
- орден «За заслуги перед Отечеством» IV степени (с мечами).
- орден Мужества.
- медали ордена «За заслуги перед Отечеством» I и II степени (с мечами).
- две медали «За отвагу».
- орден святого благоверного великого князя Димитрия Донского III степени (РПЦ).
- Почётный гражданин Вадинского района Пензенской области (14 ноября 2013) — за значительный вклад в защиту Отечества[11].
- Мастер спорта по вольной борьбе[2].